# Charles Coody
Billy Charles Coody (né le  13 juillet 1937) est un golfeur professionnel américain.

## Biographie
Coody est né à Stamford, dans l'État du Texas. Il gradua de la Texas Christian University en 1960 et fit ses débuts professionnels en 1963. Il est mieux connu pour avoir remporté le Tournoi des Maîtres en 1971, mais il eut également deux autres victoires sur le circuit PGA Tour et trois autres victoires à l'extérieur du Tour au cours de sa carrière régulière. Il évolua avec l'équipe américaine pour l'édition de 1971 de la Coupe Ryder